# Nombre de Rayo
Le nombre de Rayo est un grand nombre défini par Augustín Rayo, qui est réputé être le plus grand nombre spécifiquement nommé,. Il fut défini à l'occasion d'un « duel de grands nombres » au MIT le 26 janvier 2007.

## Définition
Le nombre de Rayo est une version non paradoxale de l'entier intervenant dans le paradoxe de Berry (on peut aussi le voir comme une formalisation de la notion, due à Émile Borel, de « nombre inaccessible »). Il correspond à la description suivante :

« Le plus petit entier supérieur à tout entier définissable par une expression du langage du premier ordre de la théorie des ensembles comportant moins d'un gogol (10100) de symboles. »

Rayo  a donné une forme rigoureuse de cette définition (nécessaire pour satisfaire aux conditions du duel, et en particulier pour montrer que l'entier en question est bien défini dans la théorie ZFC) à l'aide d'une formule du second ordre.

## Taille du nombre de Rayo
Dans un article qui a inspiré le duel du MIT, Who Can Name the Bigger Number?, Scott Aaronson explore certaines autres méthodes pour définir de très grands nombres (et rappelle au passage que le paradoxe de Berry ne permet de définir rien de précis). Son analyse a donné à Rayo l'idée de sa construction ;  bien que ce ne soit pas immédiatement clair (parce que les notations utilisées pour définir les grands nombres usuels abrègent beaucoup les expressions du langage des prédicats qui en sont les définitions rigoureuses), le nombre de Rayo dépasse (énormément) tout nombre exprimable de façon rigoureuse dans le langage mathématique sans utiliser une construction analogue, par exemple le nombre de Graham G, les nombres définis par la fonction TREE, ou même la valeur de la fonction du castor affairé pour une machine de Turing à TREE (G) états.